# Перово (Ярославская область)
Перо́во — деревня в Ростовском районе Ярославской области России. 
В рамках организации местного самоуправления входит в Петровское сельское поселение, в рамках административно-территориального устройства является центром Перовского сельского округа.

## География
Находится в 28,6 км к югу от города Ростова и в 4,7 км к востоку от рабочего посёлка Петровское. Ближайшие населённые пункты — посёлки Приозерный и Хмельники.

## Население
| 1859 | 1914 | 2007 | 2010 |
| ---- | ---- | ---- | ---- |
| 555  | ↗708 | ↘163 | ↘161 |

Согласно результатам переписи 2002 года, в национальной структуре населения русские составляли 98 % от всех жителей.
Согласно переписи 2010 года население деревни составляет 163 человека.

## История
Согласно историко-археологического и статистического описания Ростовского уезда Ярославской губернии выполненного археологом и этнографом Титовым А. А. в 1885 году:
...Предание говорит, что в древности на том месте, где находится Перово, располагалось жилище Ростовского князя Землесила. Перово составляло вотчину князя Бориса Семеновича Щепина, а после перешло к его сыну Ивану Борисовичу, который и отдал эту вотчину в приданое за своей дочерью княжной Лукерьей, при выходе её замуж за князя Ивана Ивановича Приимкова, бывшим в 1865 году стольником патриаршим…
В 1885 году Перово было значительной помещичьей деревней в Ростовском уезде Ярославской губернии и состояло из 82 дворов и насчитывало 268 ревизских душ и 250 наделов. В деревне размещалось Перовское волостное правление и с 1875 года действовала сельская школа. Перово принадлежало к двум церковным приходам: Осоевскому и Воскресенскому, что находился в Караш.

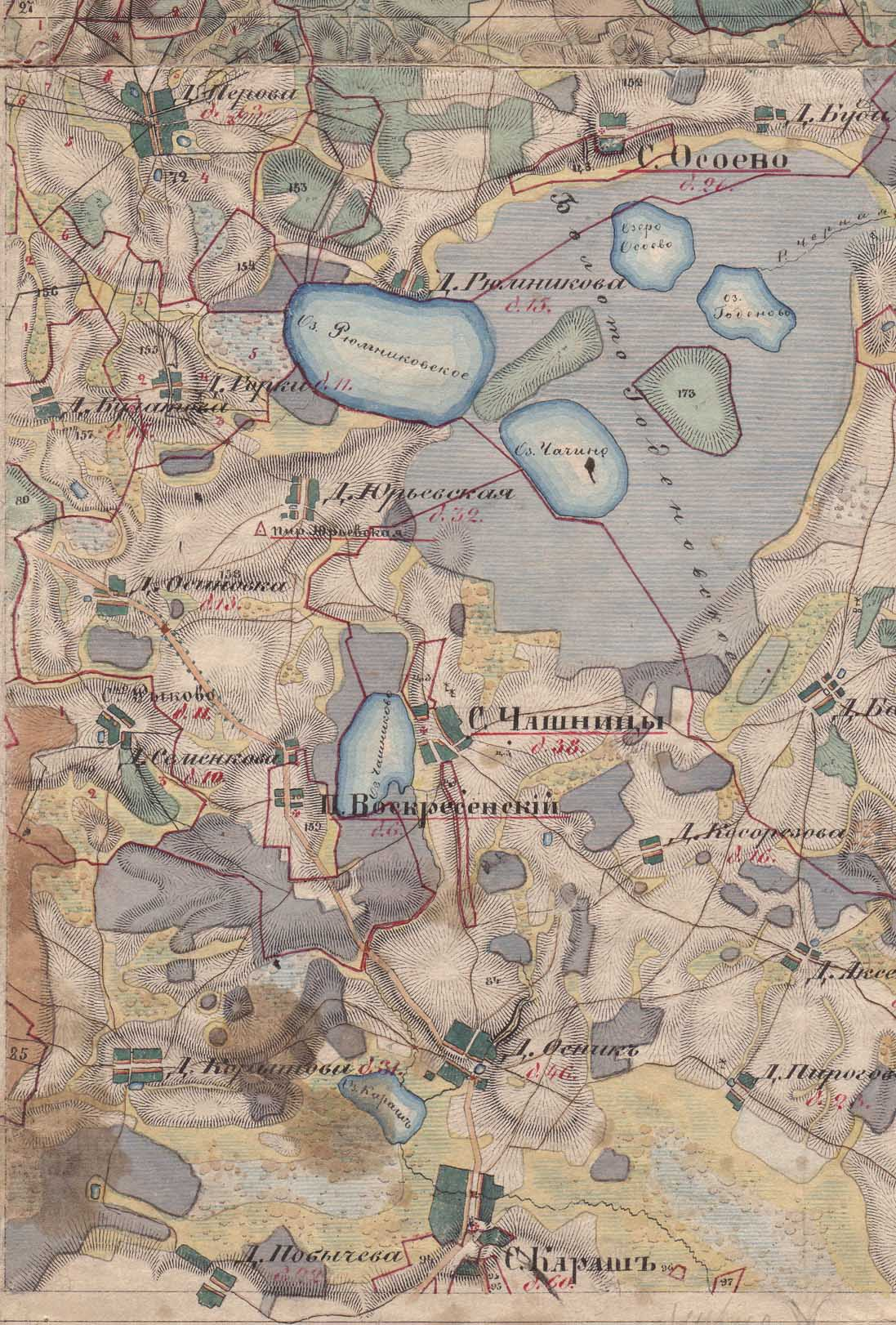
д. Перово, Ярославской губернии на карте Менде, 1857 год

## Известные уроженцы
Уроженцами Перова были мастера-гримеры Малого театра Петр Дмитриевич и Александр Дмитриевич Ермоловы. У Якова Дмитриевича Ермолова погибли все трое сыновей на Великой Отечественной войне.

## Галерея

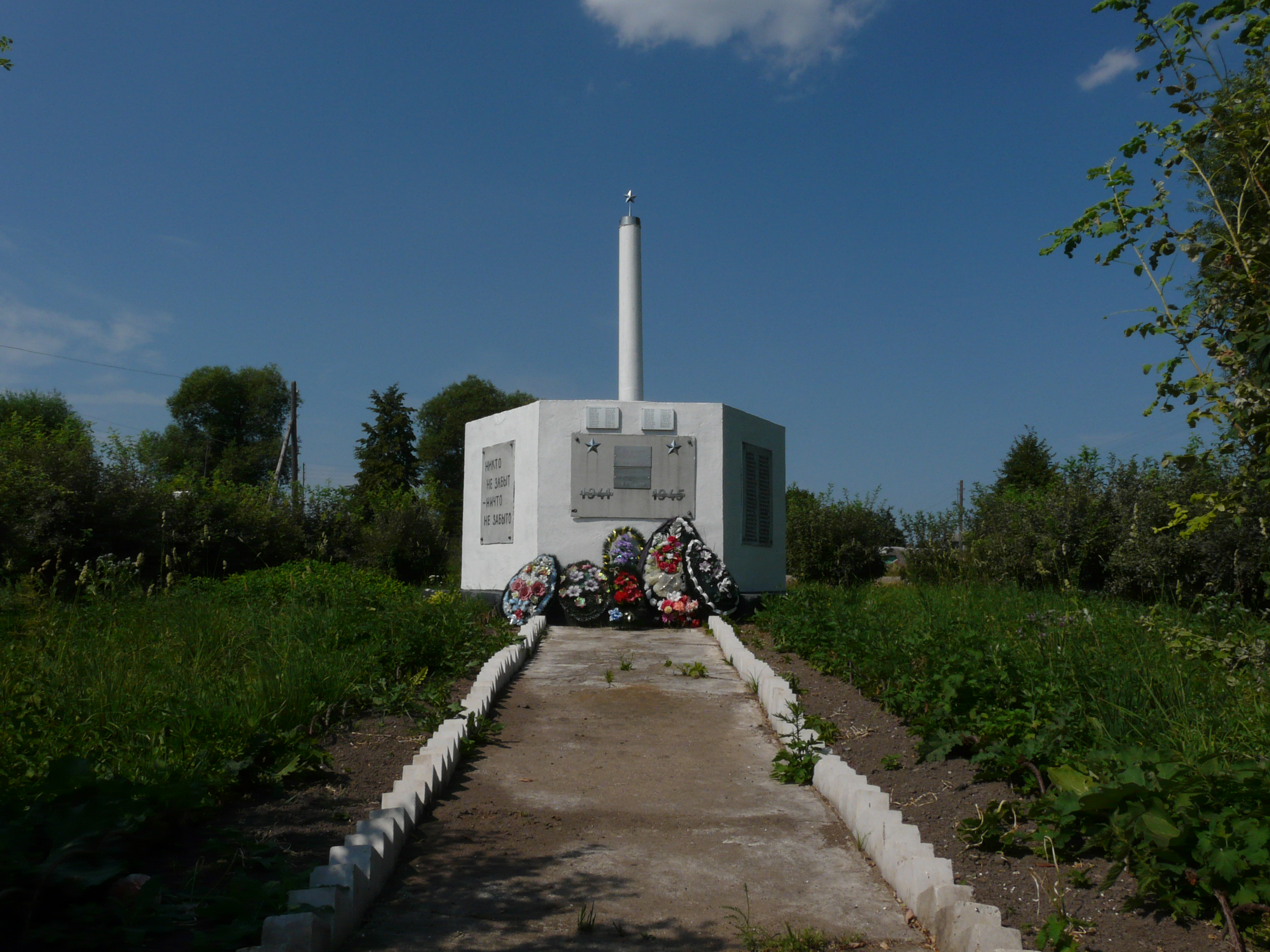
Мемориал погибшим на фронтах односельчанам.
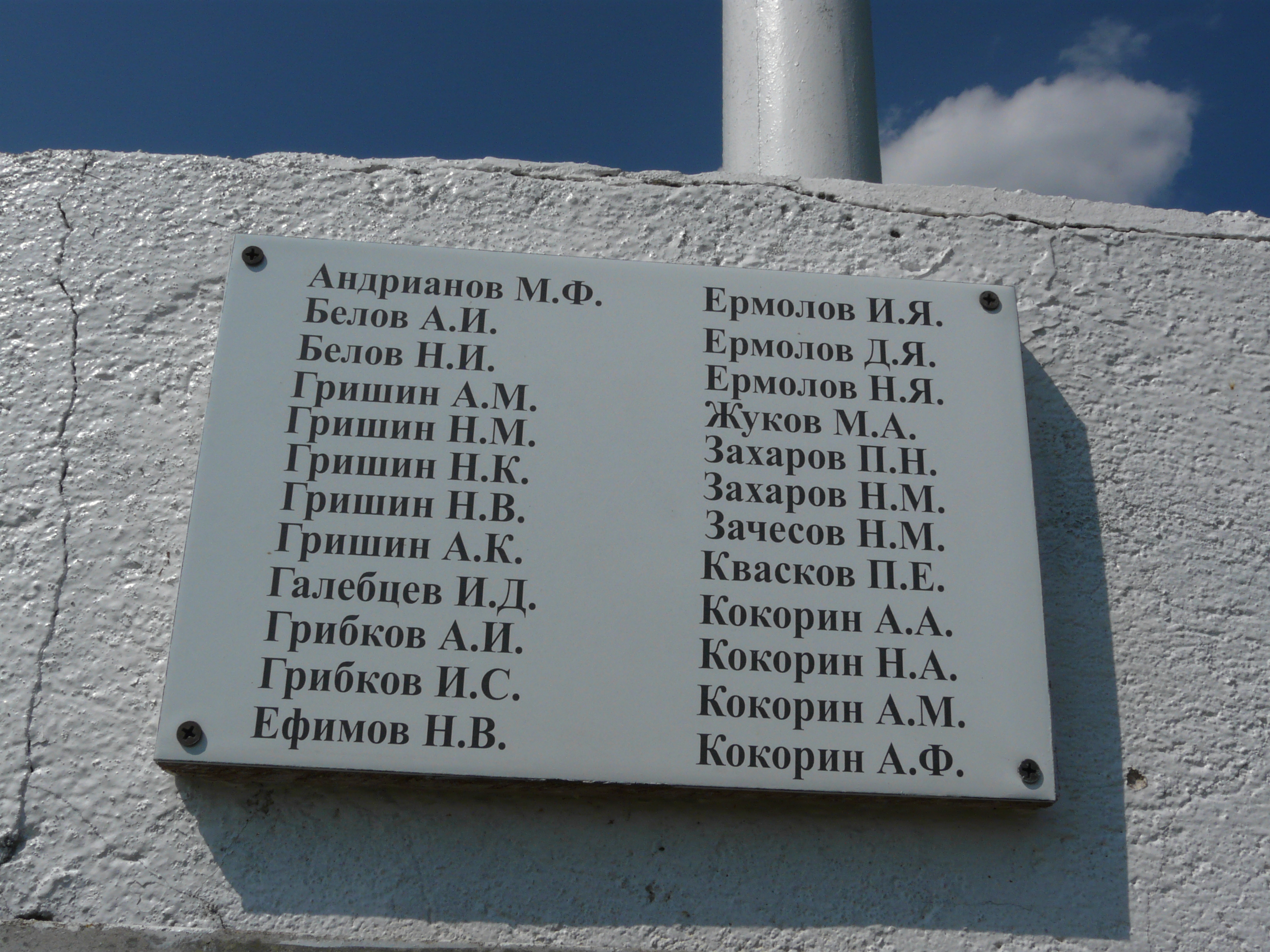
Списки односельчан, погибших на фронтах.
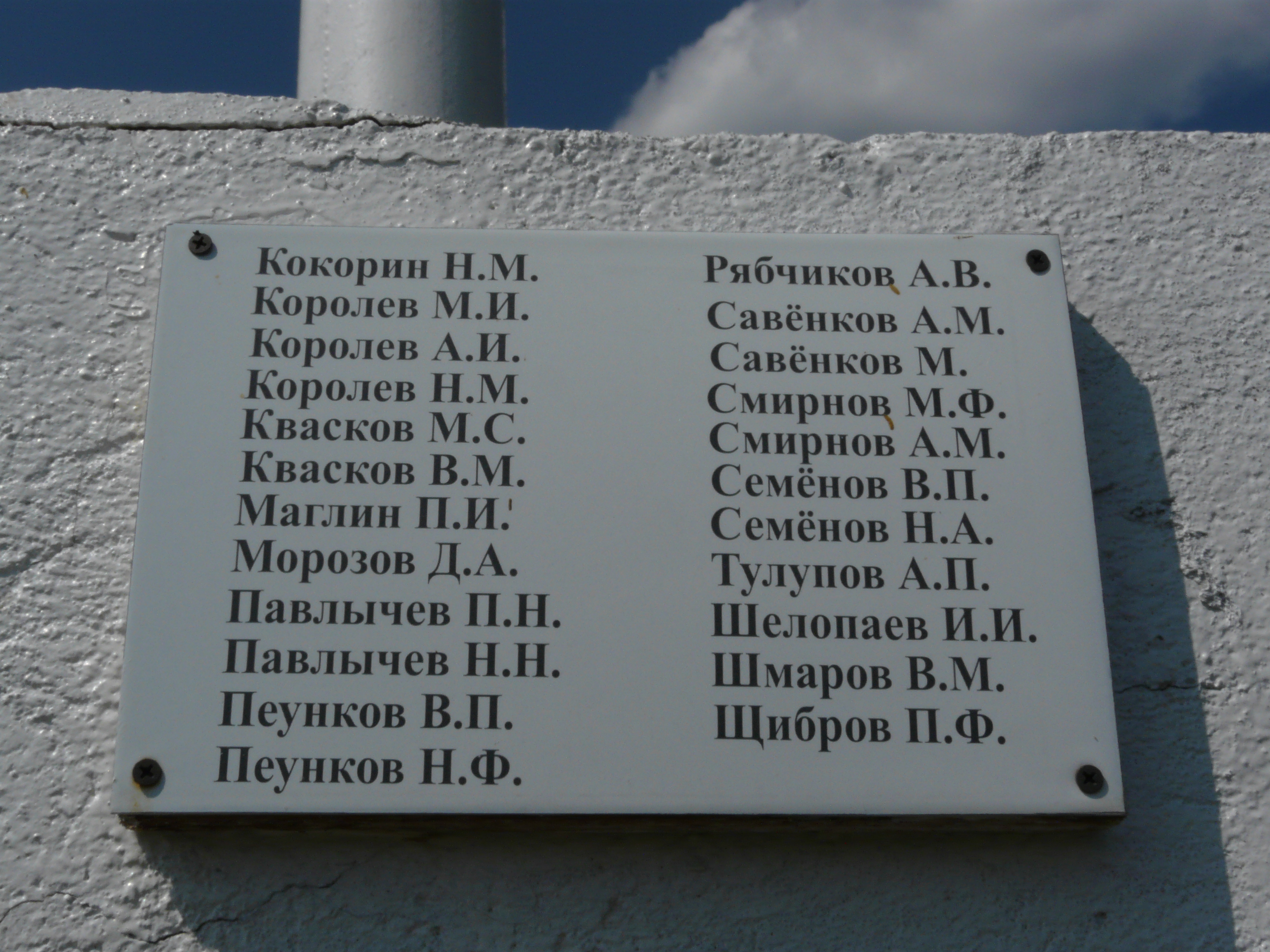
Списки односельчан, погибших на фронтах.
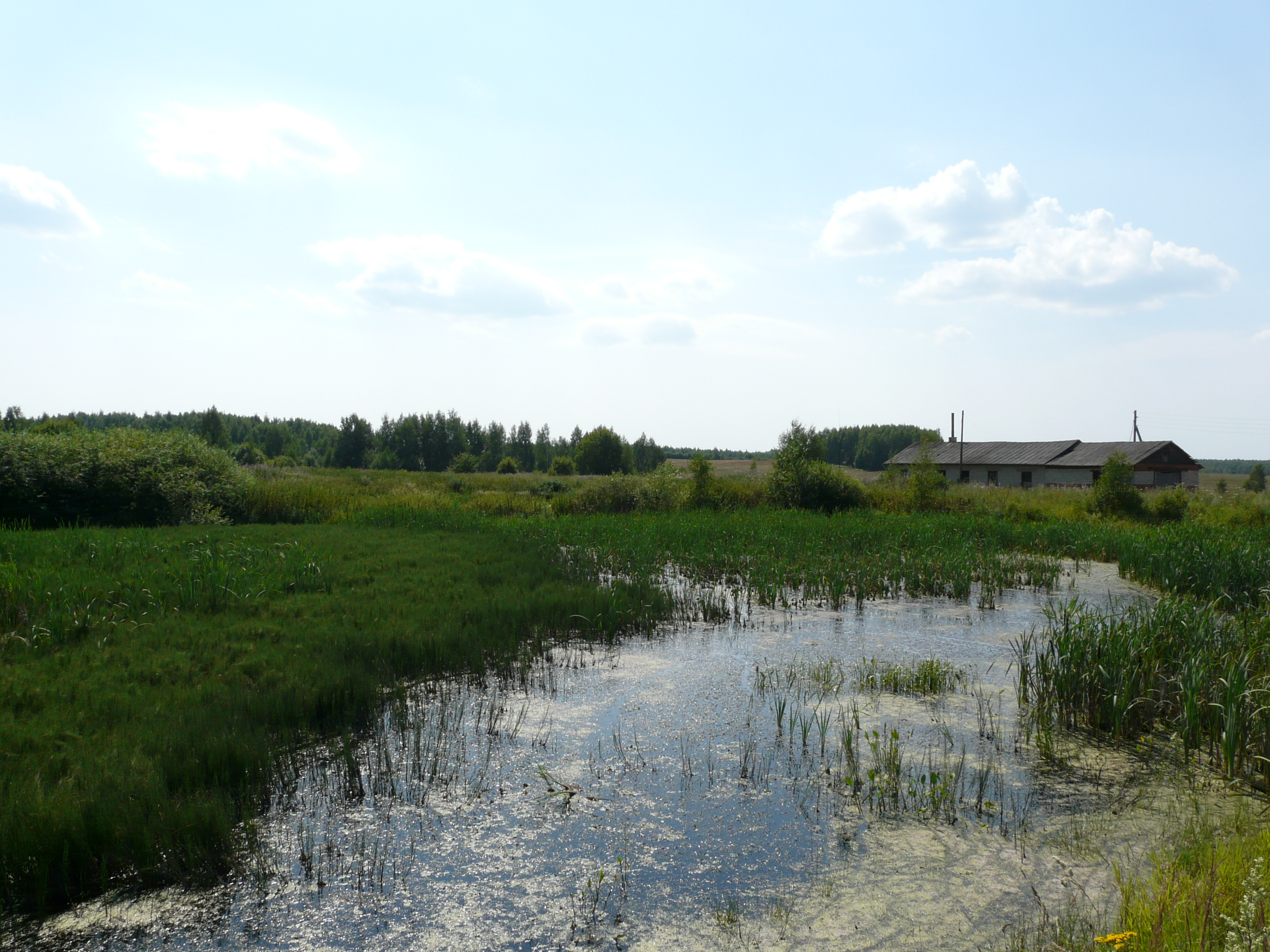
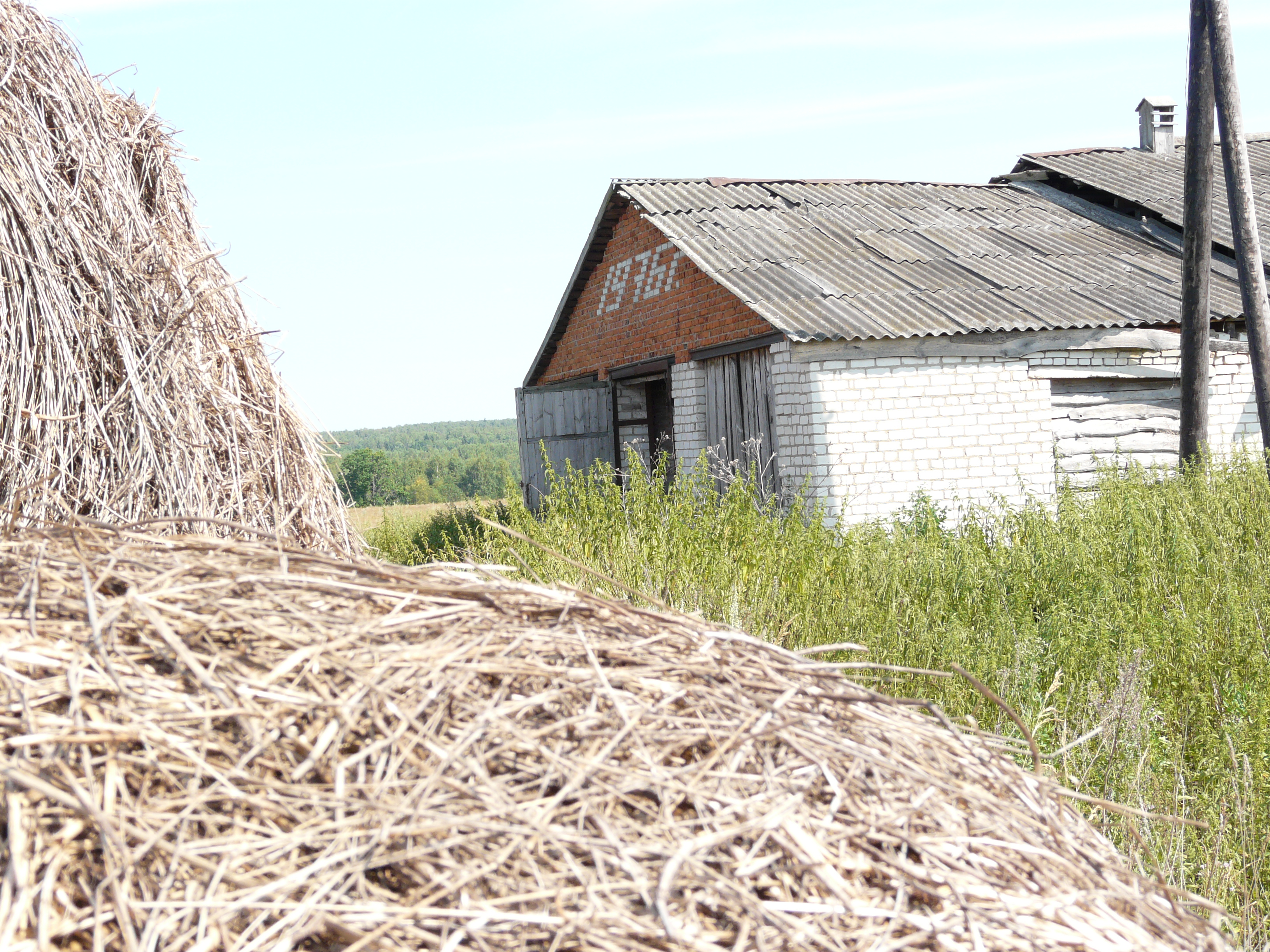
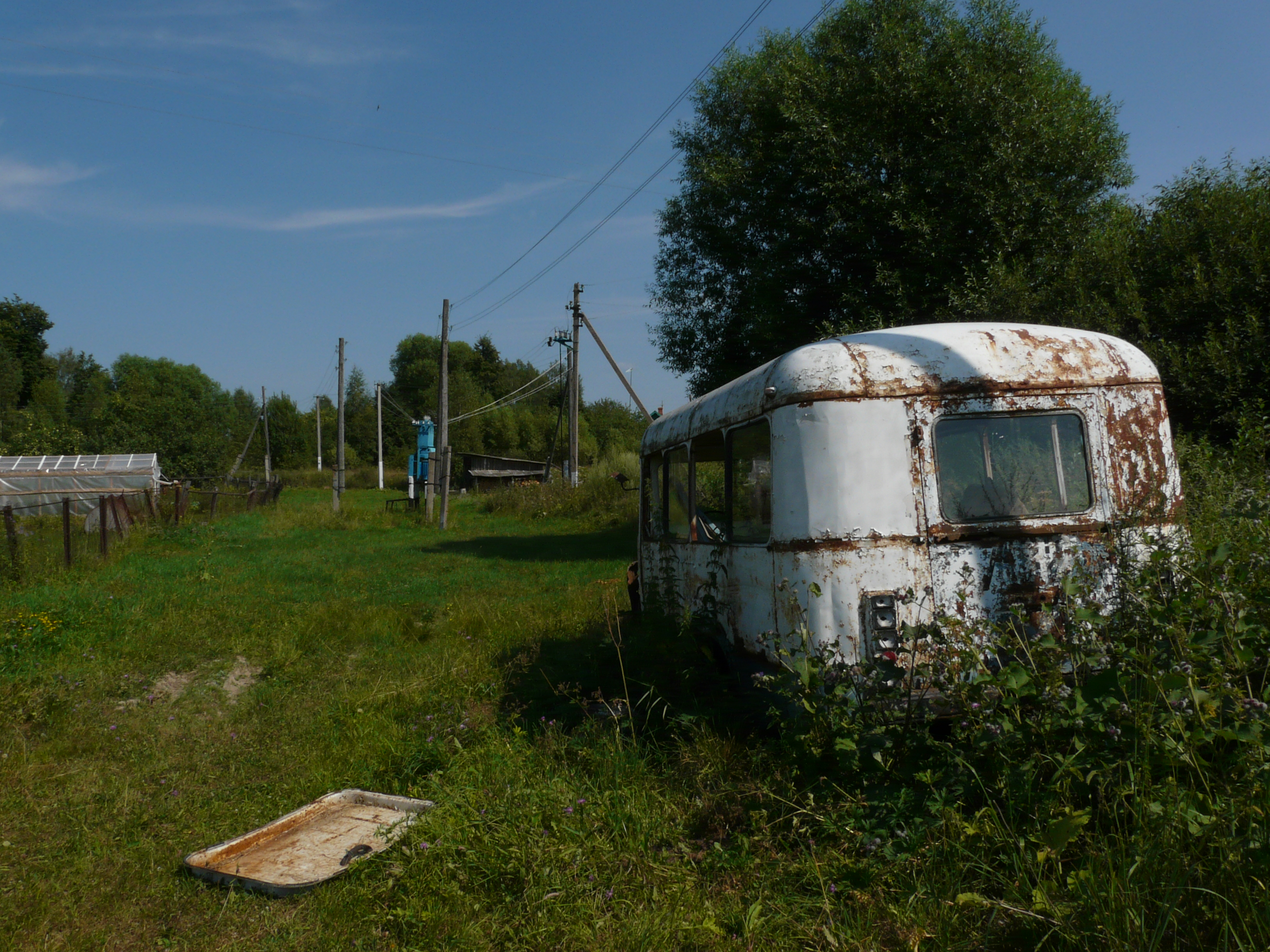
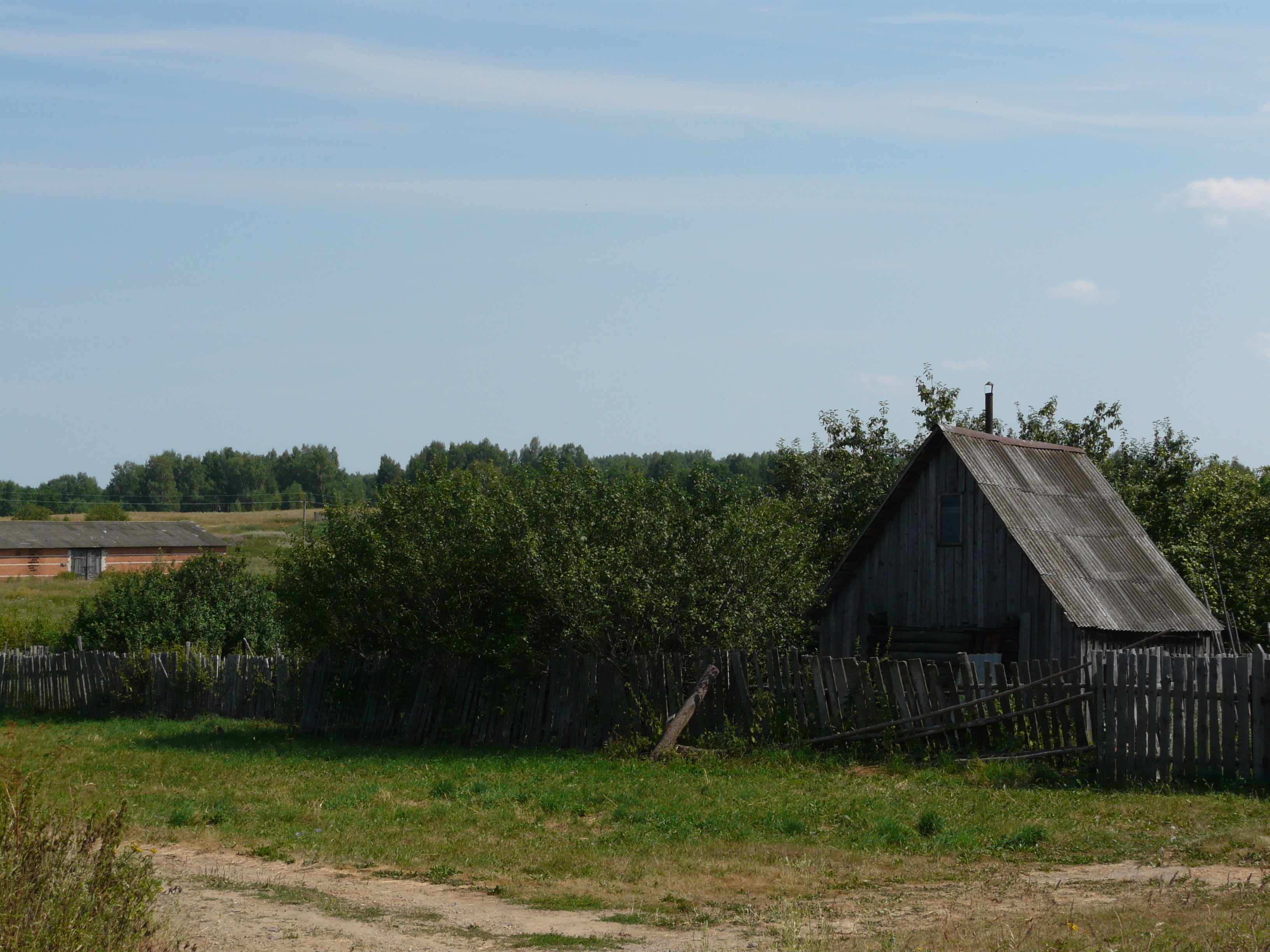
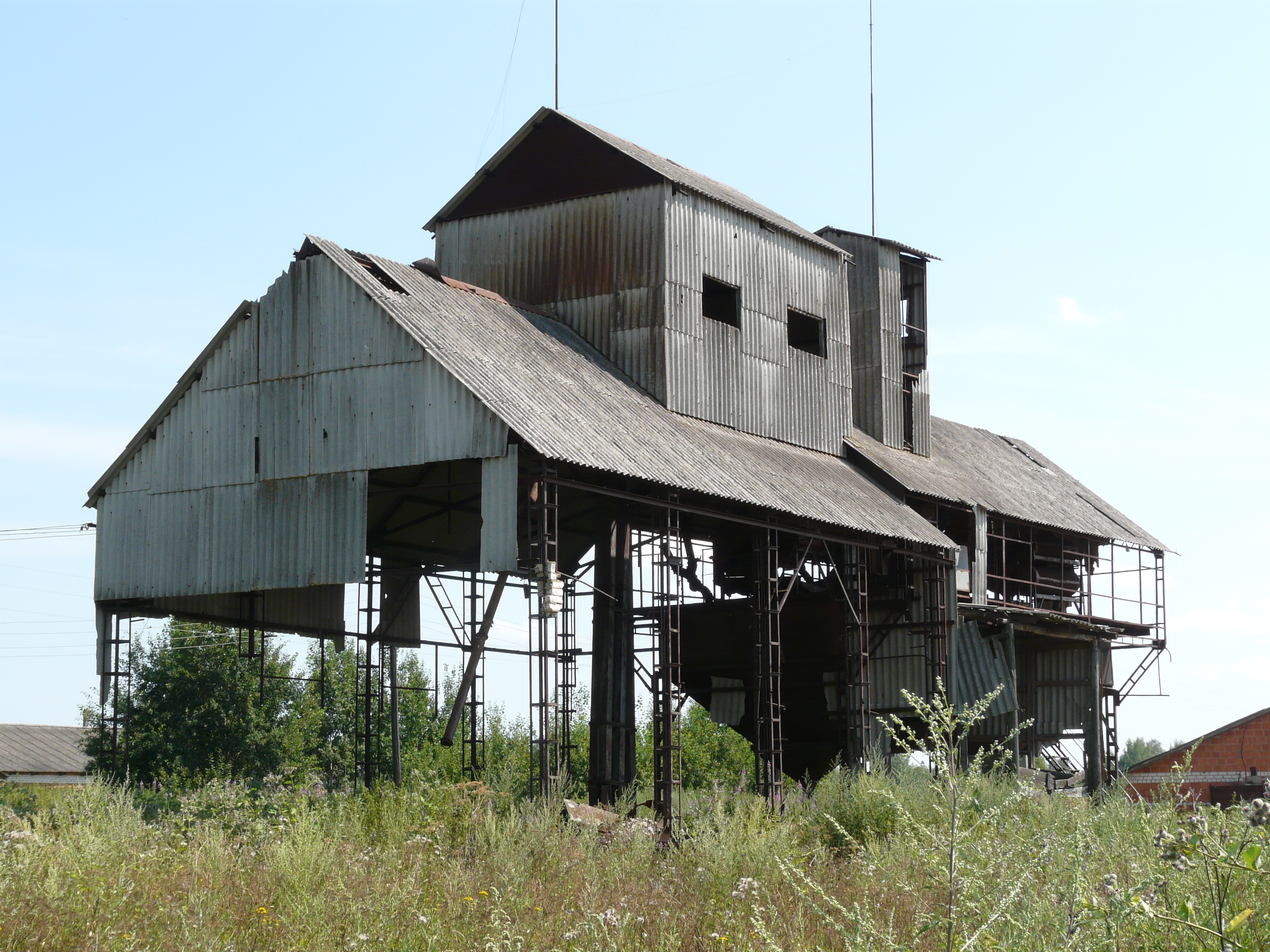
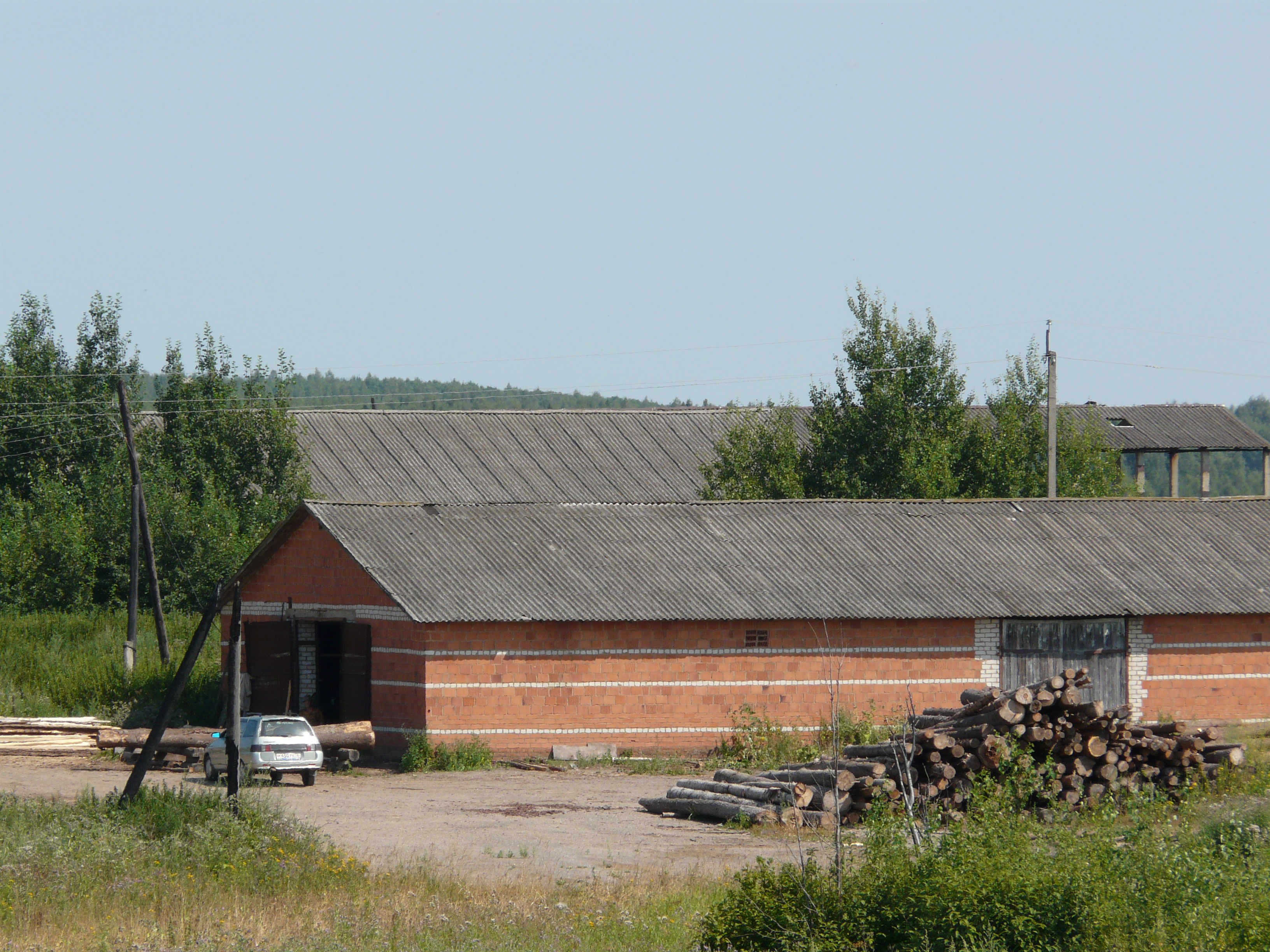
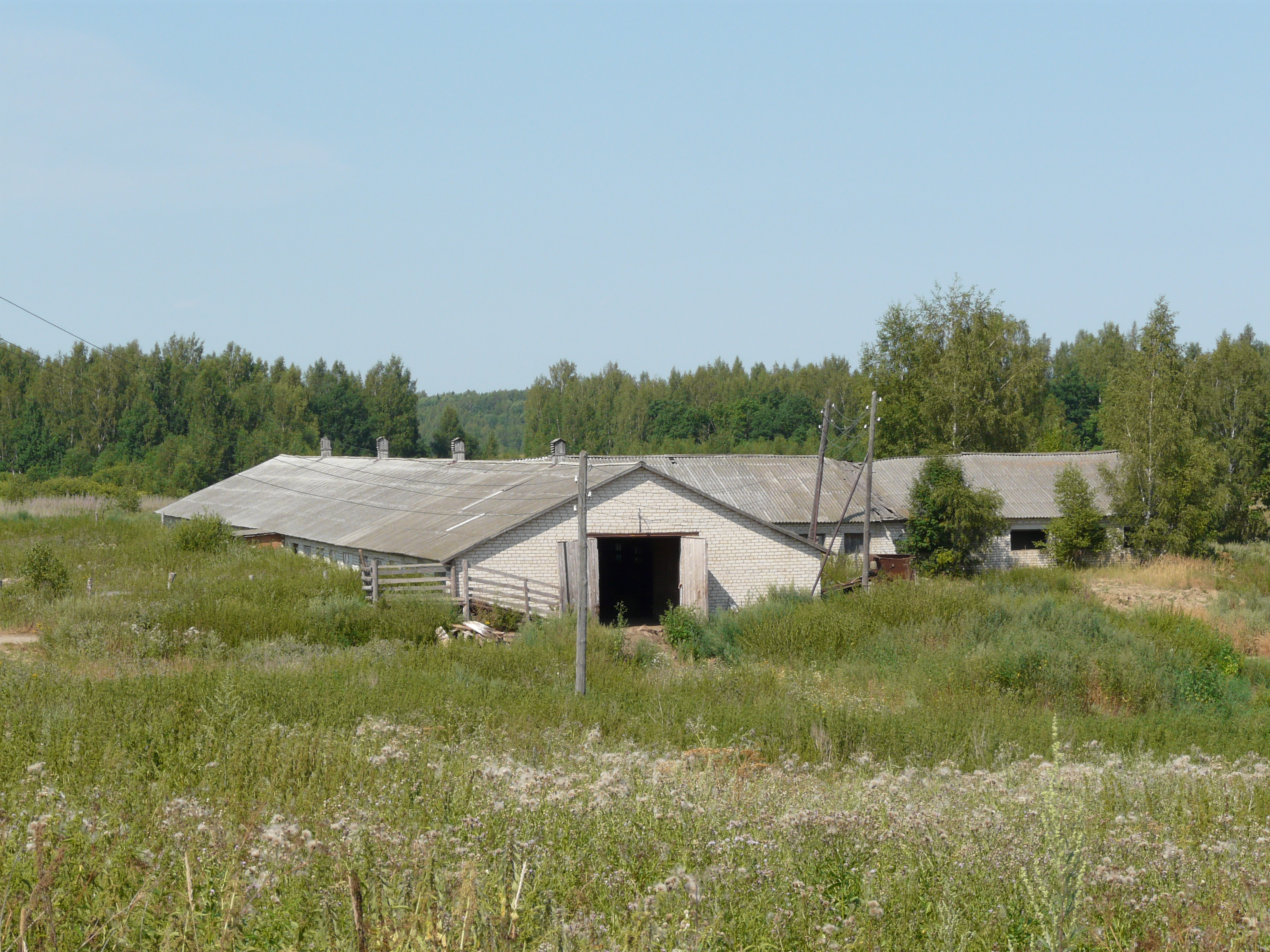